# (36560) 2000 QP107
2000 QP107 (asteroide 36560) é um asteroide da cintura principal. Possui uma excentricidade de 0.06551570 e uma inclinação de 3.20617º.
Este asteroide foi descoberto no dia 29 de agosto de 2000 por LINEAR em Socorro.